# Ferdinand Ludvig Borgström
Ferdinand Ludvig Borgström, född 23 april 1821 i Karlstad, död 7 november 1846 i Lund, var en svensk etnolog och botaniker. Han var son till Ludvig Borgström.
Borgström genomgick Karlstads lärdoms- och apologistskola 1830-1837 och därefter dess gymnasium 1837-1840. Han hade ärvt sin fars begåvning och vetenskapliga intresse, men redan tidigt kom hans intresse för botaniken att ta överhanden, troligen under påverkan av sin lärare botanikern Sven Hardin, och möjligen även påverkad av biskopen Carl Adolph Agardh. 1840 blev han student vid Lunds universitet, där han i likhet med sin lärare kom att specialisera sin studier kring mossorna. 1844-1846 kom han att bidrada vid redigeringen av de i Lund utkommande botaniska notiserna. Borgström har dock främst blivit känd för den reseberättelse han 1845 företog med understöd från Vitterhetsakademin genom den väster om Klarälven belägna delen av Värmland. Trots att han redan vid denna tid var märkt av sjukdom är hans berättelse, varav delar kom att tryckas först 1875, mängder med värdefulla upplysningar som språk, klädedräkt, seder och bruk bland värmlandsallmogen på 1840-talet. Däremot är hans teorier om en keltisk folkstam som levat i Värmland före asarnas invandring mer daterade. Borgström upptecknade även en mängd sagor, sägner och folkvisor.
Under studietiden i Lund var Borgström nära vän till C.V.A. Strandberg och hans dikt Natursvärmaren är tillägnad Borgström.